# Javier Cabeza Taberné
General de división español Javier Cabeza Taberné (Guadalajara, 21 de agosto de 1954) es, desde mediados del año 2012, el adjunto (deputy commander) de la ISAF Joint Command junto al excomandante estadounidense (de la IJC) David M. Rodriguez.
Además posee la comandancia de la jefatura de Estado Mayor del Cuartel General Español de Despliegue Rápido de la OTAN (HQ NRDC-SP) ubicado en Bétera (Valencia).

## Carrera
Javier Cabeza, nació en Guadalajara en 1954, pertenece al Arma de Infantería y ha estado destinado en unidades paracaidistas, de montaña y de helicópteros, así como en diferentes destinos de Estado Mayor.
Posee una amplia experiencia internacional —ha estado destinado en Estrasburgo (Francia), Mons (Bélgica), Sarajevo (Bosnia), Irak. Además ha estado tres años en el Eurocuerpo (Estrasburgo) y otros tres como representante militar de España ante el mando militar de la OTAN en Mons (Bélgica).—, es desde marzo pasado jefe del Estado Mayor Internacional del Cuartel General de Bétera. Además de Cabeza, un general de brigada español será el jefe de la Dirección de Comunicación del IJC.
Antes de ser el jefe de la jefatura de Estado Mayor del Cuartel General Español de Despliegue Rápido de la OTAN, sustituyó en el cargo al también general de división José Luis Gil Ruiz, que ha sido comisionado para ocupar un puesto en el Cuartel General Conjunto de la Fuerza Internacional de Asistencia para la Seguridad (ISAF).